# 多米尼克·英格洛特
多米尼克·英格洛特（英語：Dominic Inglot；1986年3月6日—）是一位英格蘭網球運動員。他是一位右手球員，主要參加雙打比賽的賽事。他曾参加2016年夏季奥林匹克运动会，结果在双打项目第一轮被淘汰。

## 外部連結
- 多米尼克·英格洛特（英文/西班牙文）的官方資料
- 多米尼克·英格洛特的官方资料
- 多米尼克·英格洛特的官方資料（英文）